# Párkány–Léva-vasútvonal
A Párkány–Csata–Léva-vasútvonal Szlovákiában található. Észak-déli irányban halad, kb. a Garammal párhuzamosan. Egyvágányú, nem villamosított vonal.

## Története
A MÁV egykori leányvállalata, a Garam–Ipolyvölgyi MÁV-HÉV társaság építette a vonalat, ami Párkánynál csatlakozott a Budapest–Érsekújvár–Pozsony–Marchegg-vasútvonalra. 1885. június 1-jén nyílt meg a Párkány-Nána–Csata közötti 20 km-es szakasz, 1887. szeptember 18-án pedig a Csata–Léva közötti 32 km-es szakasz. A trianoni békeszerződés után Csehszlovákiához került, 1938-1945 között újból teljes hosszában Magyarországhoz.

## Az állomások képei

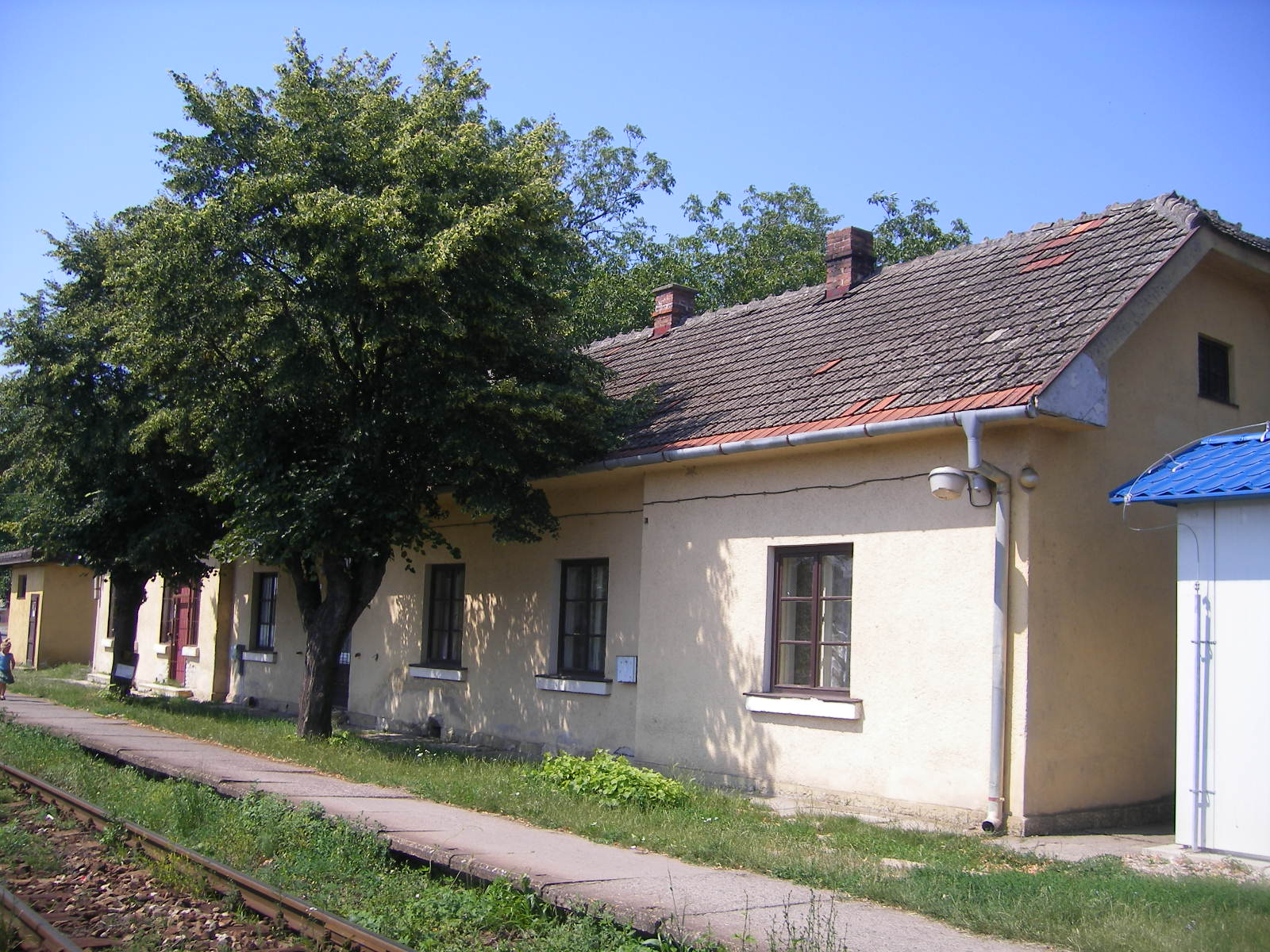
Kéménd

## Külső hivatkozások
- Menetrend PDF
- A vasútvonal adatai – Vlaky.net (szlovákul)
- Az állomások képei[halott link] – Vasútállomások.hu